# 홍민기 (배우)
홍민기(2002년 3월 12일 ~)은 대한민국의 남자 배우이다.

## 학력
- 수택고등학교 (전학)
- 한림연예예술고등학교 연예과 (졸업)
- 서울예술대학교 연기과 (재학)

## 드라마
- 2020년 치즈필름 187cm 155cm
- 2020년 치즈필름 남자무리 여사친
- 2020년 치즈필름 우리 사이 30cm
- 2020년 치즈필름 장난스런 남사친 진지한 남사친
- 2021년 strong 손잡아줘 - 연호 역
- 2021년 strong 절친과 키스-
- 2022년 콕tv 집에 가기 싫어서 - 한빛 역
- 2022년 u-next 디어엠 - 동규 역
- 2022년 U+모바일tv 밤이 되었습니다 - 장현호 역
- 2024년 tvN 사랑은 외나무다리에서 - 석지원 역 (주지훈 아역)
- 2025년 TVING 스터디그룹 - 박건엽 역
- 2025년 MBC 바니와 오빠들 - 진현오 역
- 2025년 Netflix 트리거 - 강성준 역

## 같이 보기
- 백선호

## 방송
- 2019년 잼스터 룩개팅
- 2020년 잼스터 고등짝꿍

## 광고
- 2022년 한국알콘 알콘 프리시전 원

## 기타
- 인스타 라이브 방송을 통해 팬들과 소통을 자주한다.
- 축구선수 이태석과도 친분이 있다.
- 평소 옷 스타일은 캐주얼룩을 즐겨입는다.
- 방송에선 패알못으로 나오지만 여담으론 굉장히 옷을 잘 입는다고 한다